# 石淮
石淮（1442年—？），字宗海，應天府江浦縣人，明朝政治人物。進士出身。

## 生平
應天府鄉試第九名。成化二年（1466年）丙戌科會試第二百二十九名，殿試登進士第三甲第一百四十名。

## 家族
曾祖石思善。祖父石景喦。父亲石金。